# Leżajsk
Leżajsk (celým jménem polsky Wolne Królewskie Miasto Leżajsk; ukrajinsky Лежайськ; v jidiš ליזשענסק‎) je město v jihovýchodním Polsku v Podkarpatském vojvodství. Leží asi 50 kilometrů severovýchodně od Řešova, poblíž toku řeky San. Je sídlem stejnojmenného okresu (Powiat leżajski). Městem protéká potok Jagoda. V roce 2024 zde žilo 12 697 obyvatel.
Leżajsk je proslulý svou cisterciáckou bazilikou a klášterem, které postavil architekt Antonio Pellacini. V bazilice se nacházejí ceněné varhany z druhé poloviny 17. století a konají se zde varhanní koncerty. Komplex je od 20. dubna 2005 zapsán na oficiálním seznamu polských historických památek (Pomnik historii).
Ve městě sídlí pivovar Leżajsk, právo várečné městu udělil v roce 1525 král Zikmund I. Starý. Židovský hřbitov v Leżajsku je pro Židy z celého světa poutním místem. Nachází se zde hrobka Noama Elimelecha, satmarského chasidského rabína (1717-1786).

## Historie
Leżajsk, součást historické Červené Rusi, získal městská práva 28. prosince 1397, kdy mu je udělil král Vladislav II. Jagello. V roce 1409 zde vznikla římskokatolická farnost, od roku 1439 zde působili mniši Řádu Božího hrobu z Miechówa, kteří zde postavili opatství. V roce 1424 se město stalo sídlem starosty; v této době město patřilo mocnému rodu Jaroslawských.
Rozvoj města byl pomalý, zejména kvůli četným nájezdům Tatarů a Valachů v letech 1498, 1500, 1509, 1519 a 1524. Na základě těchto nájezdů udělili polští králové Alexandr a Zikmund I. vypleněnému městu četné výsady. Nakonec, 23. září 1524, rozhodl král Zikmund I. Starý ve Lvově o tom, že město bude vybudováno znovu na novém místě, které by se dalo lépe bránit. Město se tak posunulo o asi 5 kilometrů jihozápadním směrem, jeho nový název zněl Leżajsk Zygmuntowski. Přestěhovanému městu s právy podle Magdeburského vzoru udělil Zikmund Starý 11. března 1525 další privilegia. To, společně s výhodnou polohou na křižovatce obchodních cest, poskytlo město podmínky k dalšímu rozvoji řemesel a obchodu. Za vlády Zikmunda Augusta město nadále prosperovalo, i proto, že jeho starostou byl Krzysztof Szydlowiecki, korunní kancléř. V roce 1608 sem přemyšlský biskup Maciej Pstrokoński přivedl františkánské mnichy z nedalekého Převorska a o dva roky později zde byl postaven první zděný kostel. V roce 1624 byl Leżajsk vypleněn a vypálen Krymskými Tatary, švédská invaze do Polska v letech 1655 až 1660 přinesla další zkázu. V roce 1656 se zde měl zastavit král Karel X. Gustav.
Po prvním dělení Polska v roce 1772 bylo město anektováno Habsburskou říší a zůstalo součástí rakouské Haliče až do listopadu 1918. V roce 1809 město nakrátko připadlo Varšavskému knížectví, když sem vstoupila vojska J. A. Poniatowského, ale poté opět převzalo vládu Rakousko. V letech 1896 až 1900 byla vybudována železniční trať spojující Leżajsk, Převorsk a Rozwadów (dnes předměstí města Stalowa Wola).
Před první světovou válkou byly prováděny úpravy toku řeky San, práce v okolí města vedl pozdější generál Władysław Sikorski. Dočasně se usadil v domě v ulici Klasztorna. 15. listopadu 1910 pronesl vlastenecký projev na shromáždění k výročí bitvy u Grunwaldu.
Město bylo během první světové války dějištěm těžkých bojů mezi rakousko-uherskou a ruskou armádou v letech 1914 a 1915. Rusové okupovali město od listopadu 1914 do května 1915. Za Druhé Polské republiky patřil Leżajsk do Lvovského vojvodství. V červenci 1929 město navštívil polský prezident Ignacy Mościcki. 13. září 1939 město obsadily jednotky německého Wehrmachtu. Za posledními ustupujícími vojáky Armády Krakov (za řeku San) do města vstoupili vojáci 28. pěší divize Wehrmachtu. První vlna zatýkání, především inteligence, proběhla 3. listopadu 1939, druhá pak v srpnu 1940. Místní synagoga byla Němci vypálena 15. září 1939. Na začátku října 1939 byla většina Židů vyhnána do sovětské okupační zóny. Demarkační linie probíhala asi 11 km od centra města za řekou San. Zbývajících 350 Židů bylo uzavřeno v roce 1941 v ghettu, mnozí byli popraveni na městském hřbitově. K 1. květnu 1942 bylo ghetto zlikvidováno, část jeho obyvatel byla přestěhována do tranzitního tábora v Pełkiniích a pracovních táborech v Rozwadówě a Radymnu, a asi 100 lidí bylo popraveno na místě. U cesty z města do Wierzawic německá policie zastřelila 22 Židů.
V době druhé světové války byla v oblasti velmi aktivní Zemská armáda. 28. května zastřelili Němci 43 zdejších obyvatel, včetně 28 příslušníků Zemské armády. Město osvobodila Rudá armáda 27. července 1944.

## Gmina

### Městská gmina
Město Leżajsk je samostatnou městskou gminou.

### Vesnická gmina
Vesnická gmina se sídlem v Leżajsku zahrnuje následující obce se starostenstvími (Sołectwo):
- Brzóza Królewska
- Chałupki Dębniańskie
- Dębno
- Giedlarowa
- Gwizdów-Biedaczów
- Hucisko
- Maleniska
- Piskorowice
- Przychojec
- Rzuchów
- Stare Miasto
- Wierzawice

Dalšími sídly pod které však starostenství nespadá jsou osady Kudłacz a Zerwanka.

## Galerie

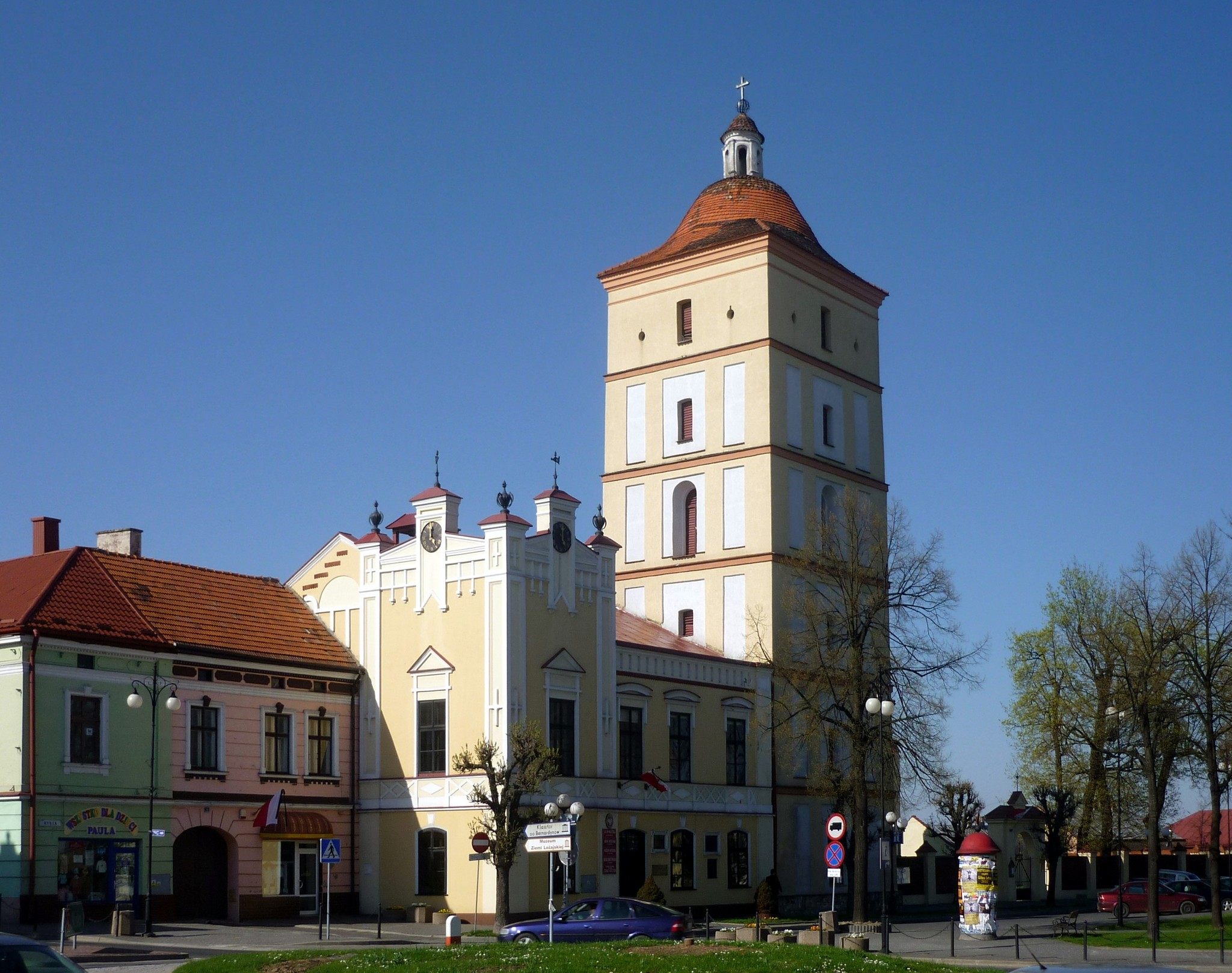
Radnice
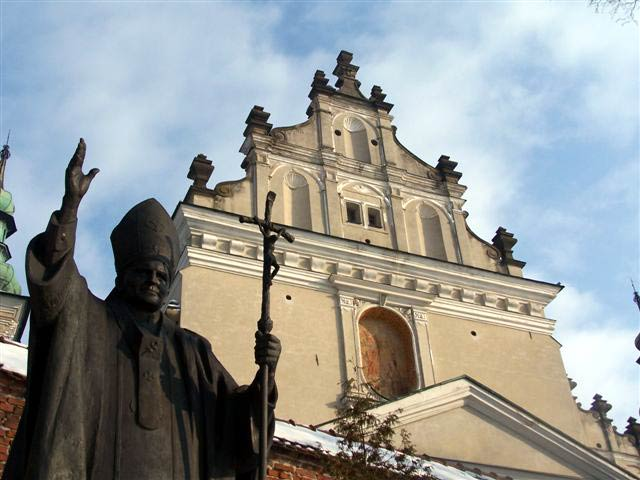
Bazilika
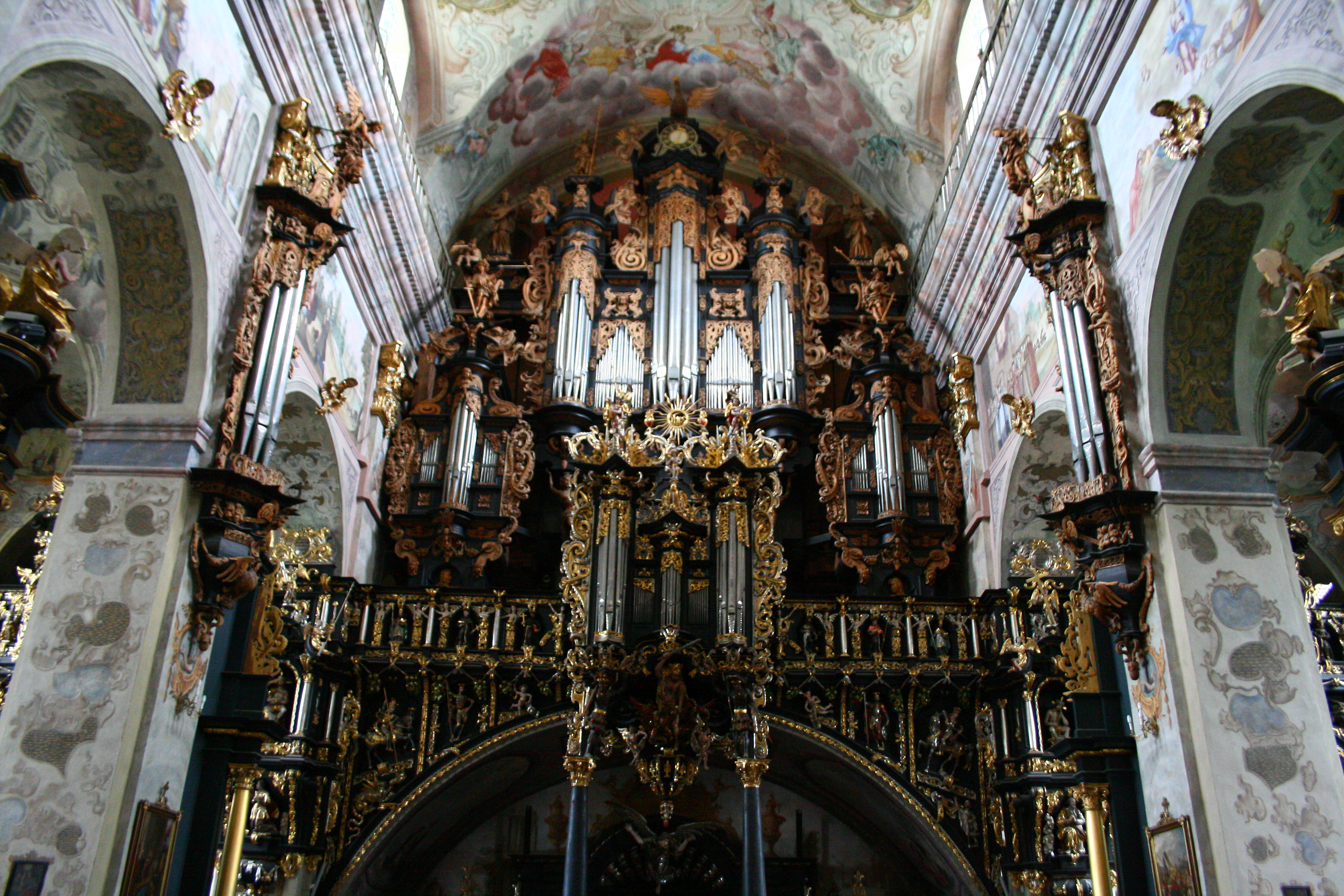
Varhany v bazilice
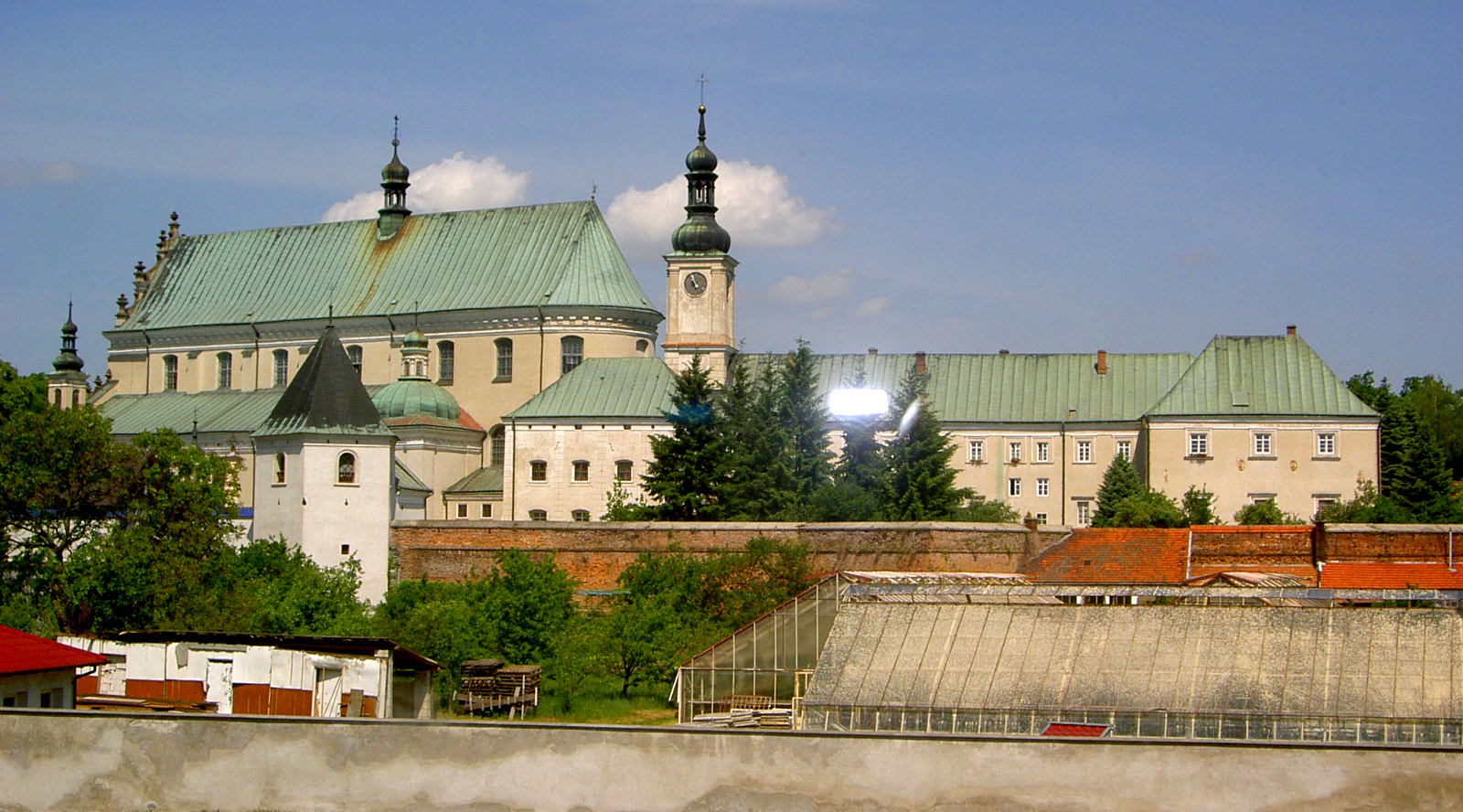
Bazilika a klášter
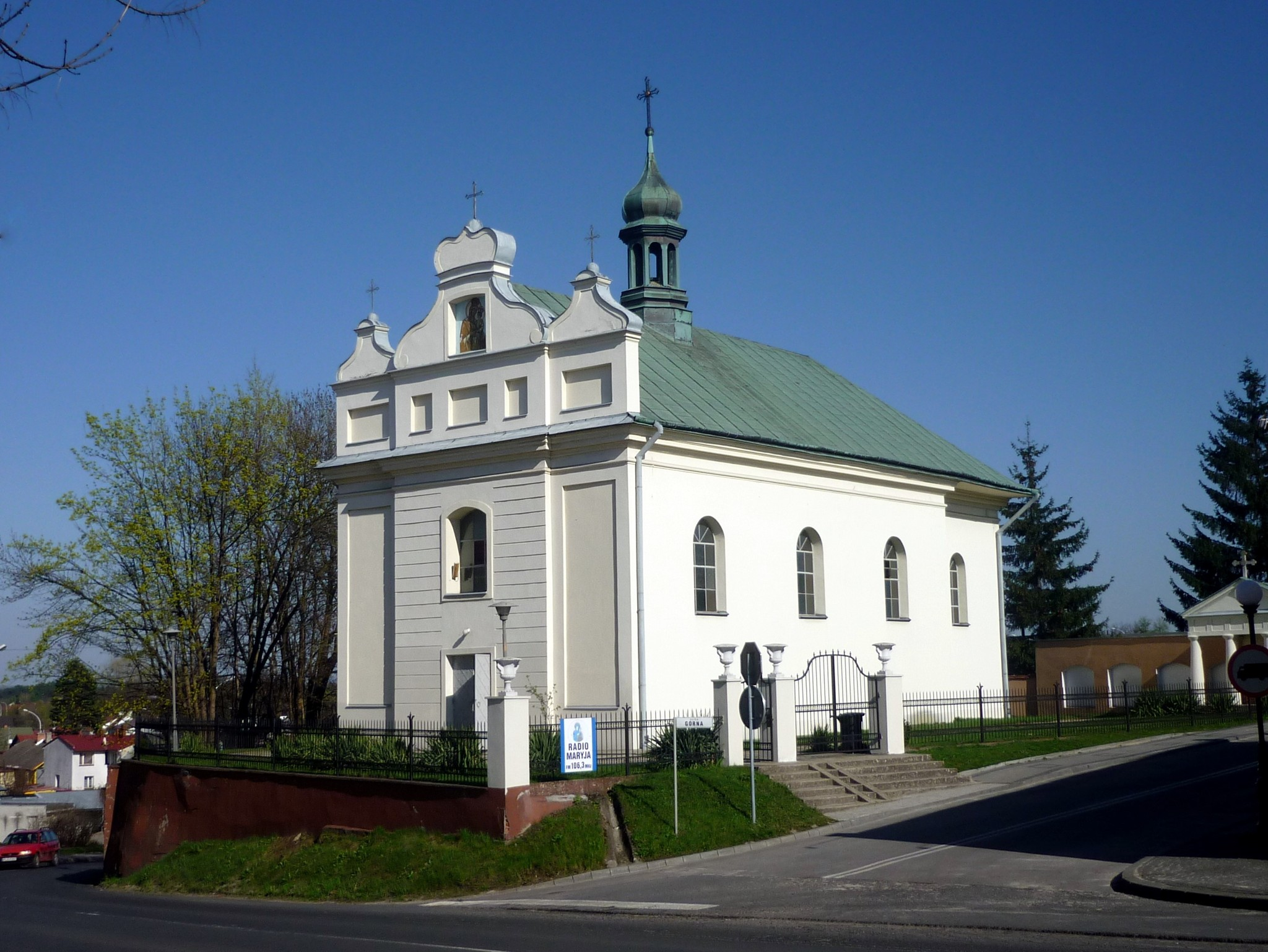
Starý ortodoxní kostel

## Partnerská města
- Čortkiv, Ukrajina
- Novojavorivsk, Ukrajina
- Vásárosnamény, Maďarsko
- Kozjatyn, Ukrajina